# Centro Juventud Sionista
O Centro Juventud Sionista é uma instituição desportiva argentina fundada em 25 de maio de 1930 na cidade de Paraná , na Argentina. O principal esporte praticado no clube é o basquete, embora o Sionista também tenha outras modalidades esportivas.
A cor de seu uniforme é a mesma das cores nacionais: azul celeste e branco. A sede do clube está localizada na rua Enrique Carbó, 149, em Paraná, na província argentina de Entre Ríos. O ginásio do clube se chama Moisés Flesler, e tem capacidade para 2.150 espectadores.

## História
Fundado em 1930, ano no qual se filiou à Federação Entrerriana de Basquetebol. Em 1980 passou a disputar também o vôlei e em 1990 o xadrez.
O Sionista foi campeão do Campeonato da Associação Paranaense de Basquete em 1996, campeonato regional, pela primeira vez em sua história, conseguindo o bicampeonato no ano seguinte.
Em 1999 venceu Liga Provincial de Clubes, e ascendeu à a Terceira Divisão do basquete argentino. Em 2003, o Sionista conseguiu figurar entre os primeiros colocados Liga Nacional B, garantindo assim subir para a Segunda Divisão (Liga Nacional de Ascenso), torneio o qual conquistou em 2006, chegando enfim à Primeira Divisão (Liga Nacional de Basquete - LNB) da Argentina.

### Conquistas
- Campeão do Torneio da Associação Paranaense de Basquete em 1996, 1997, 2000, 2001 (Apertura y Clausura), 2002 (Apertura), 2005 (Clausura) e 2007.

- Campeão do Torneio Integração em 1998.

- Campeão da Liga Provincial de Clubes (Liga C) na temporada 1998/1999.
- 1999: Subiu para a Liga Nacional B do basquetebol argentino.

- 2003: Subiu para o Torneio Nacional de Ascenso (Segunda Divisão).

- Campeão do Torneio Nacional de Ascenso em 2006.
- Subiu para a Liga Nacional de Basquete - LNB da Argentina.

- Campeão do Torneio "Dos Orillas" em 2008.

- Participou do Final Four da Liga Sul-Americana de Basquete|Liga Sul-Americana.